# Абуталыбов, Гаджибала Ибрагим оглы
Гаджибала́ Ибраги́м оглы́ Абуталы́бов (азерб. Hacıbala İbrahim oğlu Abutalıbov; род. 13 мая 1944, Красноводск, Туркменская ССР, СССР) — азербайджанский политический деятель, доктор физико-математических наук, профессор. Глава исполнительной власти (мэр) города Баку (2001—2018). Заместитель премьер-министра Азербайджана (2018— октябрь 2019).

## Биография
Гаджибала Абуталыбов родился 13 мая 1944 года в городе Красноводске (ныне — Туркменбаши) Туркменской ССР.
В 1965 году окончил физический факультет Азербайджанского государственного университета. В период с 1965 по 1968 годы работал методистом отдела народного образования (РОНО) Ордубадского района Нахичеванской Автономной Республики Азербайджана, учителем физики в средней школе.
В 1969 году поступил в аспирантуру Физико-технического института имени А. Ф. Иоффе в Ленинграде, в лабораторию члена-корреспондента АН СССР Е. Ф. Гросса.
В 1976 году получил учёную степень кандидата наук, в 1987 году — учёную степень доктора физико-математических наук.
С 1989 года — заведующий лабораторией «Квантовая электроника полупроводников» Института физики Национальной академии наук Азербайджана.
В 1994 году был назначен главой исполнительной власти Сураханского района города Баку и занимал эту должность до 1999 года.
В 2000 году Абуталыбов стал заместителем премьер-министра Азербайджана.
30 января 2001 года Гаджибала Абуталыбов назначен главой исполнительной власти (мэром) города Баку.
21 апреля 2018 года Гаджибала Абуталыбов назначен заместителем премьер-министра Азербайджана. 21 октября по распоряжению президента Азербайджана был освобождён от занимаемой должности. 

## Награды
- Орден «Честь» (13 мая 2014) — за заслуги в общественно-политической жизни Азербайджанской Республики[6][7][8].
- Медаль «В память 300-летия Санкт-Петербурга» (2003, Россия)[9].